# Campagne anti-criminalité de 1983 en Chine
La campagne anti-criminalité de 1983 en Chine (chinois simplifié : 1983年严厉打击刑事犯罪活动 ; chinois traditionnel : 1983年嚴厲打擊刑事犯罪活動), ou campagne « Frapper fort »  (chinois simplifié : 严打; chinois traditionnel : 嚴打), était une campagne anti-criminalité massive qui a commencé en septembre 1983 et a reçu le soutien de Deng Xiaoping, alors chef suprême de la Chine,,,,,.

## Contexte historique
Selon le gouvernement chinois, la sécurité publique s'est détériorée dans tout le pays après la Révolution culturelle (1966-1976) et, en réponse, la campagne anti-criminalité a été lancée et a duré environ trois ans et demi,,,. Au début de la « Réforme et ouverture », les taux de criminalité en Chine, y compris les délits contre les biens, montaient en flèche. Selon le Ministère chinois de la sécurité publique, en 1980, il y avait plus de 750 000 affaires pénales dans tout le pays et 50 000 étaient des « affaires graves », en 1981, 890 000 et 67 000, et en 1982, 740 000 et 64 000,.

## La campagne
La campagne « Frapper fort » a été lancée au cours de la première phase de reconstruction juridique en Chine, lorsque le système juridique avait été presque détruit lors de la Révolution culturelle,,. Le droit pénal chinois est entré en vigueur en 1980 et la nouvelle Constitution chinoise a été adoptée en 1982,. Au cours des « trois batailles » de la campagne « Frapper fort », quelque 197 000 groupes criminels ont été réprimés ; en particulier, 1,772 million de personnes ont été arrêtées et 1,747 million de personnes ont été punies (24 000 ont été punis de mort et 321 000 ont été « rééduqués par le travail »), ce qui a eu un effet positif immédiat sur la sécurité publique,,,.
Un certain nombre de personnes arrêtées (certaines ont même été condamnées à mort) étaient des enfants ou des proches de responsables gouvernementaux à différents niveaux, dont le petit-fils de Zhu De, démontrant le principe « tous sont égaux devant la loi »,,. Cependant, des controverses ont également surgi, notamment sur le point de savoir si certaines des sanctions légales étaient trop sévères et si les procédures judiciaires de nombreux cas étaient complètes et rigoureuses,,,,. En outre, l'effet à long terme de la campagne « Frapper fort » sur l'amélioration de la sécurité publique a été largement contesté,,,,.